# Borsa Italiana
Die Borsa Italiana mit Sitz in Mailand ist die einzige Wertpapierbörse Italiens. Die Mailänder Börse befindet sich im Palazzo Mezzanotte an der Piazza Affari. Nach ihrem Sitz wird die Börse umgangssprachlich auch Piazza Affari genannt. Sie gehört seit 2021 dem Börsenverbund Euronext an.

## Geschichte

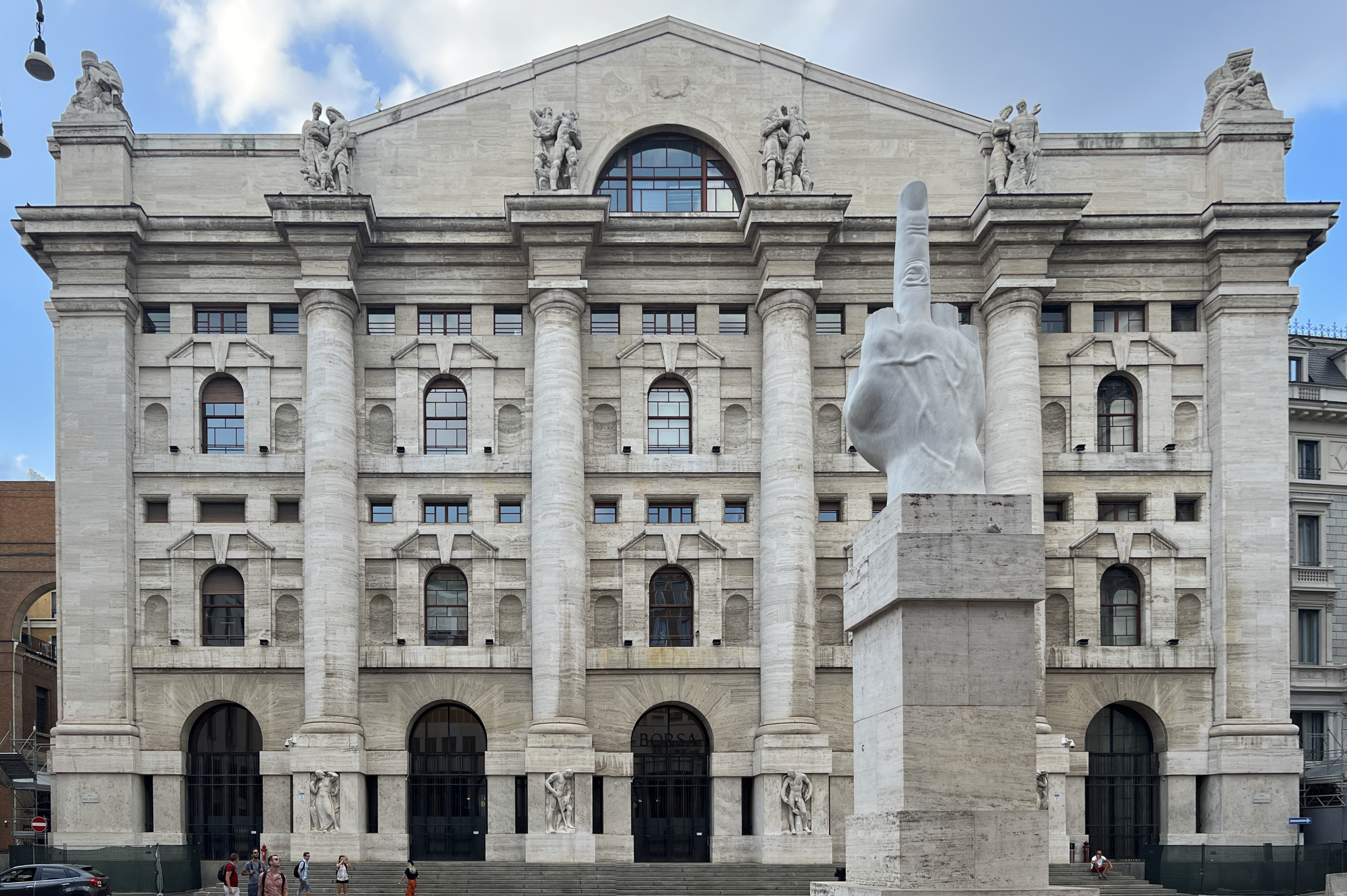
Palazzo Mezzanotte an der Piazza Affari, Sitz der Borsa Italiana

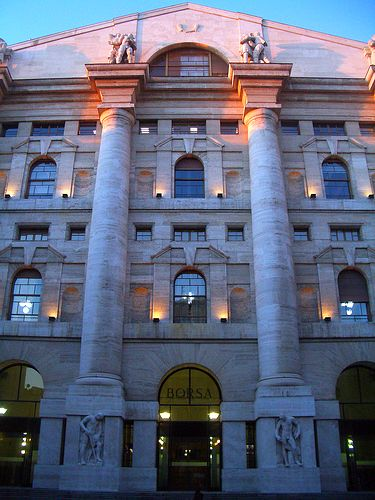
Fassade

Die Entstehung der Mailänder Börse geht auf das 1808 von Vizekönig Eugène de Beauharnais erlassene Dekret zurück, mit dem die Borsa di Commercio di Milano gegründet wurde. Der erste Handelstag war der 15. Februar 1808. Die Börse hatte zunächst einen provisorischen Sitz beim Monte di Pietà und dann an der Piazza dei Tribunali. Am 29. September 1808 bezog sie den Palazzo Giureconsulti, wo sie fast 100 Jahre blieb. Nachdem sie zwischen 1887 und 1890 wegen Renovierungsarbeiten im Ridotto del Teatro alla Scala untergekommen war und seit 1901 in einem Gebäude an der Piazza Cordusio (heute Poste Italiane) residierte, bezog sie 1932 den seit 1929 von dem Architekten Paolo Mezzanotte (1878–1969) errichteten Palazzo Mezzanotte mit seinen deutlich faschistischen Architekturmerkmalen (Travertinverkleidung, blockhafte Bauglieder und Bauplastik in „heroischer“ Nacktheit) an der Piazza degli Affari („Platz der Geschäfte“) zu, wo sich die Börse noch heute befindet. Seit 2010 konterkariert die Skulptur L.O.V.E. des Künstlers Maurizio Cattelan unmittelbar vor dem Gebäude die faschistischen Bedeutungsebenen, indem einer zum römischen Gruß ausgestreckten Hand alle Finger bis auf den ausgespreizten Mittelfinger abgetrennt wurden.
Im Jahr 1994 wurde der Handel in Mailand computerisiert (mercato telematico).
Im Gegensatz zu den angelsächsischen Börsen, die aus dem Zusammenschluss privater Marktteilnehmer entstanden, blieben die italienischen Börsen bis 1997 staatlich. 1996 schuf man die rechtliche Grundlage für die Privatisierung der Börsen. Am 7. Februar 1997 gründete man die Aktiengesellschaft Borsa Italiana S.p.A. Die neun Regionalbörsen in Bologna, Florenz, Genua, Neapel, Palermo, Rom, Triest (besteht als Warenbörse fort), Turin und Venedig wurden geschlossen und der Wertpapierhandel an der Borsa Italiana in Mailand konzentriert. Letztere befand sich bis zur Fusion mit der London Stock Exchange Mitte 2007 fast vollständig im Besitz der italienischen Banken, war in ihrer operativen Tätigkeit allerdings eigenständig.
Im Juni 2007 kündigten die Borsa Italiana S.p.A. und die London Stock Exchange (LSE) ihren Zusammenschluss an, der am 1. Oktober 2007 zu einem Übernahmepreis von 1,878 Milliarden Euro vollzogen wurde. Die Transaktion fand mittels Aktientausch statt, womit die LSE die Kontrolle über die Borsa Italiana S.p.A. übernahm und deren bisherige Aktionäre zwischenzeitlich zur größten Aktionärsgruppe der London Stock Exchange wurden. Die LSE verfügt über vier der zwölf Aufsichtsrats-Sitze der Borsa Italiana S.p.A., während im elfköpfigen Gremium der LSE fünf von der Borsa Italiana S.p.A. bestellte Aufsichtsräte sitzen.
Am 9. Oktober 2020 wurde bekannt, dass die Borsa Italiana für 4,33 Milliarden an die Euronext verkauft wird. Nach behördlichen Prüfungen wurde die Übernahme im April 2021 vollzogen.

## Unternehmensprofil

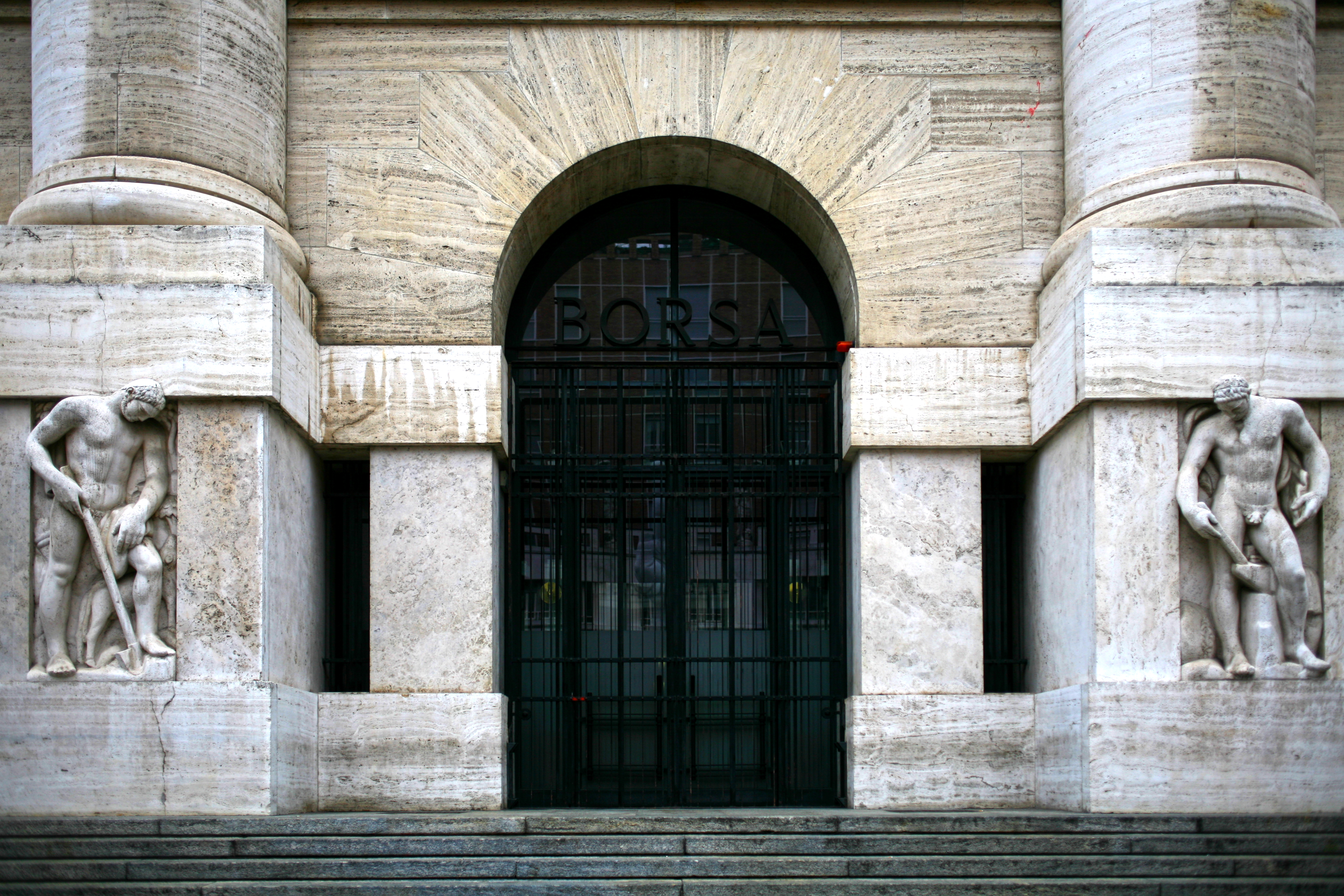
Detail Eingang

Die Borsa Italiana S.p.A. ist für die Organisation, die Führung und den Betrieb des italienischen Wertpapierhandels zuständig. Das Unternehmen ist auch Dachgesellschaft für fünf weitere Unternehmen, die auf verschiedene mit dem Wertpapierhandel in Zusammenhang stehende Geschäftsgebiete spezialisiert sind. Die ursprüngliche Organisationsstruktur war durch den im Oktober 2007 erfolgten Zusammenschluss mit der London Stock Exchange (LSE) durch verschiedene Integrationsprojekte etlichen Änderungen unterworfen.
Der Handel ist in die fünf Produktsegmente Aktien, verbriefte Derivate, Börsengehandelte Fonds (ETF) und Exchange-traded Commodities (ETC), Anleihen und Aktienderivate aufgeteilt. Diese sind wiederum in eigene Untersegmente aufgegliedert. In sämtlichen Segmenten findet der Handel weitgehend über voll automatisierte Handelssysteme statt. Die Handelszeiten sind je nach Segment unterschiedlich. Bei den Hauptsegmenten richten sie sich nach den üblichen Handelszeiten der anderen europäischen Börsen (von 9:00 bis 17:30 Uhr).
Die Cassa di Compensazione e Garanzia (CC&G) ist das italienische Clearinghaus und Tochterunternehmen der Borsa Italiana.

## Indizes
Folgende Indizes der italienischen Börse sind geläufig:
- FTSE MIB (Leitindex)
- FTSE Italia STAR
- FTSE Italia Small Cap
- FTSE Italia Mid Cap
- FTSE Italia All-Share

## Mitgliedschaften
Sie ist Teil der:
- Sustainable Stock Exchanges Initiative